# Pere Serra
Pere Serra (XIV secolo – XV secolo) è stato un pittore spagnolo, della Corona d'Aragona, di stile italo-gotico, attivo in Catalogna tra il 1357 e il 1406.

## Biografia
Proviene da una famiglia di pittori attivi in Catalogna nel XIV secolo. Così erano i suoi fratelli Jaume, Francesc e Joan. I fratelli Serra coltivarono lo stile italo-gotico, di influenza soprattutto della scuola senese, come era tipico del Trecento catalano. Fanno piccole figure stilizzate con occhi a mandorla e una piccola bocca.
Dei quattro fratelli, Pere Serra è il più dotato e quello che ha avuto la carriera più lunga. Entrò nella bottega di Ramón Destorrents nel 1357. Era più interessato al colore che ai concetti spaziali. Sviluppò un lavoro di bottega, come testimonia la reiterazione degli stessi modelli pittorici.

## Opere
- Pala dello Spirito Santo o Pentecoste, per la Basilica Collegiata di Santa Maria di Manresa, 1394 circa. È considerato il suo capolavoro, di grande ricchezza iconografica. La tavola centrale è di Lluís Borrassà (1411).
- Pala di tutti i Santi, nel monastero di Sant Cugat, 1375.
- Madonna degli angeli, e predella, pannelli della cattedrale di Tortosa, oggi al Museo Nazionale d'Arte della Catalogna.
- Annunciazione, nella Pinacoteca di Brera di Milano.
- Pala di Santa Eulalia e Santa Clara, nel Museo della Cattedrale di Segorbe.

Ha collaborato con i suoi fratelli alla realizzazione della pala d'altare per il monastero di Sigena (Huesca), oggi al MNAC di Barcellona.